# Artūrs Zeiberliņš
Artūrs Zeiberliņš (14 de novembro de 1897 – 3 de maio de 1963) foi um ciclista letão de ciclismo de pista. Representou seu país, Letônia, nos Jogos Olímpicos de Verão de 1924 em Paris.